# Geijerolyma robusta
Geijerolyma robusta är en insektsart som beskrevs av Walter Wilson Froggatt 1903. Geijerolyma robusta ingår i släktet Geijerolyma och familjen rundbladloppor. Inga underarter finns listade i Catalogue of Life.